# Горења вас при Мирни
Горења вас при Мирни (словен. Gorenja vas pri Mirni) је насељено место у општини Мирна, регија Југоисточна Словенија, Словенија.

## Историја
До територијалне реорганизације у Словенији била је у саставу старе општине Требње.

## Становништво
У попису становништва из 2011. године, Горења вас при Мирни је имала 87 становника.
| Број становника према пописима | Број становника према пописима | Број становника према пописима |
| ------------------------------ | ------------------------------ | ------------------------------ |
| 1991                           | 2002                           | 2011                           |
| 69                             | 76                             | 87                             |

Напомена: До 1953. исказивано под именом Горења вас.